# Bongaigaon (stad)
Bongaigaon is een stad en gemeente in de Indiase staat Assam. Het is het bestuurlijke centrum van het district Bongaigaon, maar valt gedeeltelijk ook onder het district Chirang.

## Demografie
Volgens de Indiase volkstelling van 2001 wonen er 60.550 mensen in Bongaigaon, waarvan 52% mannelijk en 48% vrouwelijk is. De plaats heeft een alfabetiseringsgraad van 76%. 